# Die Steinzeitkinder
Die Steinzeitkinder ist ein deutsches Puppenspiel der Augsburger Puppenkiste aus dem Jahr 1972. Produziert wurde das vierteilige Stück vom Hessischen Rundfunk. Es basiert auf den Comics Barna Hedenhös von Bertil Almqvist.

## Handlung
Die Handlung wurde gemäß der vier Episoden in vier Abschnitte eingeteilt:

### Fahrt nach Ägypten
Vor viertausend Jahren lebte einmal in der Steinzeit die Familie Hedenhös. Sie besteht aus Vater Ben, Mutter Knuta und ihren beiden Kindern, Fliesa und Sten. Sie führen ein ruhiges Leben mit ihren Tieren und mit ihren Nachbarn. Doch eines Tages landet am Strand ein fremdes Schiff. Fliesa und Sten werden von ägyptischen Seeleuten gefangen, die sie irrtümlicherweise für Affen halten. Nachdem sie ihren Fehler bemerkt haben, dürfen Fliesa und Sten dafür ein paar Wochen in Ägypten bleiben. Sie freunden sich mit der Familie Nielson an, die ebenfalls Kinder haben.
Erstausstrahlung: 8. Oktober 1972

### Urlympische Spiele
Wieder zu Hause, hat Vater Ben die vortreffliche Idee, „Urlympische Spiele“ abzuhalten. Gesagt getan: Es wird ein Stadion gebaut und Sportler aus aller Welt eingeladen. Die Urlympischen Spiele werden ein voller Erfolg.
Erstausstrahlung: 15. Oktober 1972

### Inselreisen
Durch den eingebrochenen Winter nach den Urlympischen Spielen hat die ganze Familie mit einer Erkältung zu kämpfen. Sie beschließen, mit einem selbstgebauten Flugzeug nach Mallorca zu fliegen. Auf Mallorca angekommen lernt die Familie den Häuptling Magaluv und seine Familie kennen. Sie haben ein Problem, denn ein Teufelsrochen macht den Strand der Insel unsicher. Vater Ben und Magaluv beschließen daher, den Zauberer und Flötenmeister Schopino zu überreden, den Rochen zu vertreiben. Schopino verwandelt den Rochen in einen Schmetterling, der daraufhin wegfliegt.
Wieder zu Hause werden Fliesa und Sten ein weiteres Mal entführt. Diesmal von Beefsteakessern. Vater Ben und Mutter Knuta erhalten Hilfe durch die beiden Detektive Sherlock Holmes und Dr. Watson, die eine heiße Spur nach England finden.
Erstausstrahlung: 22. Oktober 1972

### Weltraumabenteuer
Mutter Knuta möchte den Mond von seinen staubigen Flecken befreien. Aus diesem Grund fliegt die ganze Familie mit einer von Vater Ben gebauten Rakete zum Mond. Bestens versorgt mit Proviant durch Fliesa und Sten ist der Mond nicht nur die einzige Etappe dieser Entdeckungstour.
Erstausstrahlung: 29. Oktober 1972

## Hintergrund
- Nachdem Josef Göhlen die Redaktion für Kinder des Hessischen Rundfunks verlassen hatte, wollte Harald Schäfer mit den Steinzeitkindern neuen Wind wehen lassen. Doch die Serie versagte: Nach der Erstausstrahlung wurde dieses Puppenspiel nur viermal[1] wiederholt. Grund dafür waren wohl auch die vielen gezeichneten Standbilder, die hin und wieder gezeigt wurden.
- In der Serie sind zahlreiche Anspielungen vorhanden. So sind die steinzeitlichen Urlympischen Spiele beispielsweise eine Anspielung auf die später aufkommenden Olympischen Spiele.

## Synchronisation
| Figur                               | Sprecher                 |
| ----------------------------------- | ------------------------ |
| Vater Ben Hedenhös                  | Gerhard Jentsch          |
| Mutter Knuta Hedenhös               | Claudia Hansmann-Strubel |
| Fliesa Hedenhös                     | Gerlind Ohst             |
| Sten Hedenhös                       | Christl Peschke          |
| Urax, der Urhund                    | Hanns-Joachim Marschall  |
| Murra, die Urkuh                    | Hanns-Joachim Marschall  |
| Schönhaar, das Urpferd              | Hanns-Joachim Marschall  |
| Pyram Nilson                        | Claudia Hansmann-Strubel |
| Ida Nilson                          | unbekannt                |
| Vater Papyrus Nilson, ein Kaufmann  | Klaus Martin Heim        |
| Mutter Delta Nilson                 | Margot Schellemann       |
| Nachbar Guhr                        | Manfred Jenning          |
| Magaluv, der Häuptling              | Sepp Wäsche              |
| Palma, seine Gattin                 | Margot Schellemann       |
| Malle, ihr Sohn                     | Hanns-Joachim Marschall  |
| Schopino                            | Erich Ziemann            |
| Teufelsrochen                       | Manfred Jenning          |
| Bertil Almqvist                     | Gotthard Ebert           |
| Sherlock Holmes                     | Klaus Martin Heim        |
| Dr. Watson                          | Arno Bergler             |
| Beefsteakesser 1                    | Walter Oehmichen         |
| Beefsteakesser 2                    | Gotthard Ebert           |
| Sir Haupthammer, Chef of the bikers | Horst Emanuel            |
| Lotse im Landeturm auf dem Mars     | Horst Emanuel            |
| Lotse 2 im Landeturm auf dem Mars   | Hanns-Joachim Marschall  |
| Sprecher von Radio Mars             | Sepp Wäsche              |
| Professor Gritchimisch              | Walter Oehmichen         |

Die Sprecher wiederholen sich immer wieder im Film, deshalb sind hier nur die wichtigsten aufgelistet.

## Medien
2006 erschien die DVD bei hr-LIGHTHOUSE im Auftrag von hr-Media. Die DVD ist nur in Sammlereditionen enthalten. Zudem ist das Titellied der Serie auf mehreren CDs enthalten.